# العلاقات الغابونية الهندية
العلاقات الغابونية الهندية هي العلاقات الثنائية التي تجمع بين الغابون والهند.

## مقارنة بين البلدين
هذه مقارنة عامة ومرجعية للدولتين:
| وجه المقارنة                                              | الغابون                        | الهند                       |
| --------------------------------------------------------- | ------------------------------ | --------------------------- |
| المساحة (كم2)                                             | 267.67 ألف                     | 3.29 مليون                  |
| عدد السكان (نسمة)                                         | 2.03 مليون                     | 1.35 مليار                  |
| الكثافة السكانية (ن./كم²)                                 | 7.58                           | 410.33                      |
| العاصمة                                                   | ليبرفيل                        | نيودلهي                     |
| اللغة الرسمية                                             | لغة فرنسية                     | اللغة الهندية، لغة إنجليزية |
| العملة                                                    | فرنك وسط أفريقي                | روبية هندية                 |
| الناتج المحلي الإجمالي (بليون دولار)                      | 14.62 مليار                    | 2.60 تريليون                |
| الناتج المحلي الإجمالي (تعادل القوة الشرائية) بليون دولار | 34.65 مليار                    | 8.00 تريليون                |
| الناتج المحلي الإجمالي الاسمي للفرد دولار أمريكي          | 8.27 ألف                       | 1.60 ألف                    |
| الناتج المحلي الإجمالي للفرد دولار أمريكي                 | 19.43 ألف                      | 5.70 ألف                    |
| مؤشر التنمية البشرية                                      | 0.684                          | 0.609                       |
| رمز المكالمات الدولي                                      | +241                           | +91                         |
| رمز الإنترنت                                              | .ga                            | .in، .भारत ‏، .بھارت ‏،        |
| المنطقة الزمنية                                           | ت ع م+01:00، توقيت غرب أفريقيا | ت ع م+05:30، توقيت الهند    |

## منظمات دولية مشتركة
يشترك البلدان في عضوية مجموعة من المنظمات الدولية، منها:
| علم المنظمة | اسم المنظمة                        | تاريخ انضمام الغابون | تاريخ انضمام الهند |
| ----------- | ---------------------------------- | -------------------- | ------------------ |
|             | يونسكو                             | 16 نوفمبر 1960       | 4 نوفمبر 1946      |
|             | الفريق المعني برصد الأرض           | ?                    | ?                  |
|             | مؤسسة التمويل الدولية              | 20 أكتوبر 1970       | 20 يوليو 1956      |
|             | منظمة حظر الأسلحة الكيميائية       | ?                    | ?                  |
|             | مؤسسة التنمية الدولية              | 4 نوفمبر 1963        | 24 سبتمبر 1960     |
|             | منظمة التجارة العالمية             | ?                    | 1995               |
|             | وكالة ضمان الاستثمار متعدد الأطراف | 26 مارس 2003         | 6 يناير 1994       |
|             | الاتحاد البريدي العالمي            | ?                    | ?                  |
|             | الاتحاد الدولي للاتصالات           | 28 ديسمبر 1960       | 1869               |
|             | منظمة الشرطة الجنائية الدولية      | ?                    | ?                  |
|             | الأمم المتحدة                      | 20 سبتمبر 1960       | 30 أكتوبر 1945     |
|             | البنك الدولي للإنشاء والتعمير      | 10 سبتمبر 1963       | 27 ديسمبر 1945     |
|             | البنك الإفريقي للتنمية             | ?                    | ?                  |

## وصلات خارجية
- موقع وزارة الخارجية الهندية